# ISO 3166-2:PY
ISO 3166-2:PY è uno standard ISO che definisce i codici geografici delle suddivisioni del Paraguay; è un sottogruppo dello standard ISO 3166-2.
I codici sono assegnati ai 17 dipartimenti e al distretto della capitale Asunción, e sono formati da PY- (sigla ISO 3166-1 alpha-2 dello Stato), seguito da un numero (per i dipartimenti) o da tre lettere (per il distretto capitale).

## Codici
| Codice | Dipartimento     |
| ------ | ---------------- |
| PY-ASU | Asunción         |
| PY-16  | Alto Paraguay    |
| PY-10  | Alto Paraná      |
| PY-13  | Amambay          |
| PY-19  | Boquerón         |
| PY-5   | Caaguazú         |
| PY-6   | Caazapá          |
| PY-14  | Canindeyú        |
| PY-11  | Central          |
| PY-1   | Concepción       |
| PY-3   | Cordillera       |
| PY-4   | Guairá           |
| PY-7   | Itapúa           |
| PY-8   | Misiones         |
| PY-12  | Ñeembucú         |
| PY-9   | Paraguarí        |
| PY-15  | Presidente Hayes |
| PY-2   | San Pedro        |